# シニョリーア
シニョリーア（伊: signoria）は、イタリア語で支配、統治、主権などのことで、特に歴史上13世紀後半から15世紀頃のイタリア諸国に現れた、僭主が支配する政治体制を指す。紳士、主人、領主などを意味するシニョーレ（signore）の派生語である。

## 概要
12世紀以降、北部・中部のイタリアの諸都市は都市国家（コムーネ）の形態をとり、共和制の伝統が根付いていた。しかし、戦争など緊急の際には共和政ローマにおける独裁官と同様に、臨時に1人に主権を任せることがあり、やがてこれが終身化し、のちには世襲化していった。ルネサンス期には、世襲の僭主国家が各地に見られるようになった。その後、多くの僭主たちは神聖ローマ皇帝ないしローマ教皇から公・侯などの封建領主に封じられ、世襲支配に制度的保障を獲得することになる。なおフェラーラ公国のエステ家のように、もともと封建領主（エステ家の場合はエステ辺境伯）だったものがシニョーレとして実権を掌握した例もある。
- 北イタリアのミラノでは、ヴィスコンティ家が早い時期にシニョリーア体制を築いた。

1277年、オットーネ・ヴィスコンティがミラノのシニョーレとなる。1395年、ジャン・ガレアッツォ・ヴィスコンティが神聖ローマ皇帝ヴェンツェルよりミラノ公の称号を得る（ミラノ公国）。
ただし、1450年に傭兵隊長フランチェスコ・スフォルツァがミラノ公となり、ミラノ公の地位はスフォルツァ家にとって代わられる。
- フィレンツェ共和国では、メディチ家がシニョリーア体制を築いた。

メディチ家によるフィレンツェ支配は、コジモ・イル・ヴェッキオ、ピエロ・イル・ゴットーゾ、ロレンツォ・イル・マニーフィコの3代に渡り、フィレンツェ共和国の黄金時代を築いた。
メディチ家はロレンツォ・イル・マニーフィコ死後の1494年にジロラモ・サヴォナローラにより追放されるが、1512年にハプスブルク家の支援を得てスペイン軍と共にフィレンツェに復帰する。1532年にアレッサンドロ・デ・メディチが神聖ローマ皇帝カール5世よりフィレンツェ公（フィレンツェ公国）、1569年にコジモ1世がローマ教皇ピウス5世よりトスカーナ大公（トスカーナ大公国）の称号を得、名実共にフィレンツェの君主となる。
- 中部イタリアでは、上記のメディチ家のほかに、シエーナ共和国のペトゥルッチ家（英語版）などが存在した。

特に教皇領では、アヴィニョン捕囚期に領内の各都市を統治する代官に対する教皇庁の統制が行き届かなくなったこともあり、ボローニャのベンティヴォーリオ家、ペルージャのバリオーニ家、リミニのマラテスタ家、カメリーノのダ・ヴァラーノ家、チッタ・ディ・カステッロのヴィテッリ家、ファエンツァのマンフレディ家など、多くのシニョーリアが乱立した。